# لورا يانسن
لورا يانسن (بالإنجليزية: Laura Jansen)‏ هي عازفة بيانو وكاتِبة وملحنة ومغنية مؤلفة وكاتبة غنائية ومغنية وموسيقية أمريكية، ولدت في 4 مارس 1977 في بريدا في هولندا.

## وصلات خارجية
- الموقع الرسمي
- لورا يانسن على موقع ميوزك برينز (الإنجليزية)
- لورا يانسن على موقع أول ميوزيك (الإنجليزية)
- لورا يانسن على موقع ديسكوغز (الإنجليزية)